# Илес (Колумбия)
Илес (исп. Iles) — город и муниципалитет на юго-западе Колумбии, на территории департамента Нариньо. Входит в состав провинции Обандо.

## История
Поселение, из которого позднее вырос город, было основано Хуаном Гарсией Тульканасой Илисманом 1 января 1711 году. Муниципалитет Илес был выделен в отдельную административную единицу в 1871 году.

## Географическое положение

Муниципалитет Илес

Город расположен в юго-восточной части департамента, в горной местности Центральной Кордильеры, на расстоянии приблизительно 33 километров к юго-западу от города Пасто, административного центра департамента. Абсолютная высота — 2694 метра над уровнем моря.
Муниципалитет Илес граничит на севере с территорией муниципалитета Имуэс, на северо-западе — с муниципалитетом Оспина, на западе — с муниципалитетами Сапуес и Пупьялес, на юго-западе — с муниципалитетом Гуальматан, на юге — с муниципалитетом Контадеро, на востоке — с муниципалитетом Фунес. Площадь муниципалитета составляет 84 км².

## Население
По данным Национального административного департамента статистики Колумбии, совокупная численность населения города и муниципалитета в 2015 году составляла 8701 человека.
Динамика численности населения муниципалитета по годам:
| 2005 | 2006 | 2007 | 2008 | 2009 | 2010 | 2011 | 2012 | 2013 | 2014 | 2015 |
| ---- | ---- | ---- | ---- | ---- | ---- | ---- | ---- | ---- | ---- | ---- |
| 7836 | 7895 | 7980 | 8067 | 8164 | 8247 | 8342 | 8435 | 8519 | 8613 | 8701 |

Согласно данным переписи 2005 года мужчины составляли 50,1 % от населения Илеса, женщины — соответственно 49,9 %. В расовом отношении белые и метисы составляли 86 % от населения города; индейцы — 14 %.
Уровень грамотности среди всего населения составлял 90,2 %.

## Экономика
Основу экономики Илеса составляет сельское хозяйство.
68,9 % от общего числа городских и муниципальных предприятий составляют предприятия торговой сферы, 16,7 % — предприятия сферы обслуживания, 13,3 % — промышленные предприятия, 1,1 % — предприятия иных отраслей экономики.